# Camilla Luddington
Camilla Anne Luddington (Berkshire, Inglaterra, 15 de dezembro de 1983) é uma atriz britânica, notável por fazer  Catherine Middleton no filme William & Kate, assim como no papel de Jo Wilson na série Grey's Anatomy. Também já deu a voz e a captura de movimentos a Lara Croft nos jogos Tomb Raider (2013), Rise of the Tomb Raider (2015) e Shadow of the Tomb Raider (2018).

## Vida pessoal
Luddington nasceu em Ascot, Berkshire, Inglaterra em 15 de dezembro de 1983. Ela foi educada na School Marista Senior, uma escola só para meninas em Ascot, Berkshire. Mais tarde, ela frequentou a American School na Inglaterra de Thorpe, em Surrey. Ela se mudou para Austin, Texas por um ano, quando ela tinha 14 anos e participou da Westwood High School. Ela se formou na TASIS, The American School, na Inglaterra, em 2002. Quando ela tinha dezenove anos, ela se matriculou na Universidade Susquehanna, na Pensilvânia. No entanto, Luddington não havia ido para uma faculdade na época no tempo em que estudava, e depois de seis meses, ela foi transferida para o New York Film Academy. Ela fazia parte do primeiro programa de aula de atuação da escola um ano em 2003. Depois de seus estudos de atuação, Luddington em seguida, retornou para a Inglaterra antes de se mudar para Los Angeles para começar sua carreira de atriz.
Em 21 de outubro de 2016, Luddington anunciou que estava esperando um bebê de seu colega de trabalho, ator e namorado Matthew Alan. Sua filha Hayden Alan nasceu em 9 de março de 2017. Eles anunciaram formalmente o nascimento de Hayden em 11 de abril de 2017. Em 9 de março de 2020 Camila anunciou por meio de sua rede social que o casal está a espera de seu segundo filho.

## Carreira

### Filme
Em 2013, Luddington filmou O Pacto. Em 2015, Camilla Luddington se juntou ao elenco de The Healer como Cecilia estrelado por Oliver Jackson-Cohen, Jonathan Pryce, Jorge Garcia, e Kaitlyn Bernard.

### Televisão
Luddington tem trabalhado principalmente nos Estados Unidos. Em fevereiro de 2011, o Daily Mail descreveu-a como "no caminho para a fama" depois ter feito Catherine Middleton em William & Kate: O filme. Um filme de TV sobre a relação entre o príncipe William e Catherine "Kate" Middleton. Luddington se juntou ao elenco da série do canal americano Showtime, Californication na quinta temporada, interpretando uma babá. Ela também se juntou ao elenco da quinta temporada da série True Blood da HBO, como Claudette Crane. Em julho de 2012, Luddington se juntou ao elenco da série médica da ABC, Grey Anatomy como Dra. Jo Wilson em um papel recorrente. Em junho de 2013, foi anunciado que seu personagem seria regular da 10 temporada, em diante. Em outubro de 2012, Camilla apareceu em um especial de Halloween do programa de moda popular do canal "E's!" Fashion Police, ao lado de Joan Rivers, Kelly Osbourne, George Kotsiopoulos e Kris Jenner

### Tomb Raider
Em junho de 2012, a Crystal Dynamics confirmou Luddington como a nova dubladora de Lara Croft no vídeo game Tomb Raider. Luddington originalmente foi para a audição de Lara pensando que ela estava fazendo testes para um projeto chamado "Krypted" com uma personagem chamada Sara. Ela tinha três audições e realizou a captura de movimentos para Lara. Em junho de 2014, foi revelado que uma sequência intitulada como Rise of the Tomb Raider. Luddington confirmou em sua conta no Twitter que ela estaria retornando como dubladora da Lara no novo jogo.

## Filmografia

### Filmes
| Ano  | Título                                      | Personagem      | Notas       |
| ---- | ------------------------------------------- | --------------- | ----------- |
| 2007 | A Couple of White Chicks at the Hairdresser | Recepcionista 2 |             |
| 2009 | Behaving Badly                              | Aeromoça        |             |
| 2010 | Orgulho e Preconceito e Zumbis              | Jane Bennet     | Video Short |
| 2010 | The Filming of Shakey Willis                | Brooke          | Video Short |
| 2011 | William & Kate: O Filme                     | Kate Middleton  |             |
| 2014 | Pesadelos do Passado 2                      | June Abbott     |             |
| 2017 | The Healer                                  | Cecilia         |             |
| 2017 | Justice League Dark'                        | Zatanna         |             |

### Televisão
| Ano           | Título                                             | Personagem                                  | Notas                                                                           |
| ------------- | -------------------------------------------------- | ------------------------------------------- | ------------------------------------------------------------------------------- |
| 2009          | Serving Time                                       | Convidado                                   | Mini-série de TV                                                                |
| 2010          | The Forgotten                                      | Emma Clark / Jane Doe                       | Episódio: "Train Jane"                                                          |
| 2010          | CSI: Crime Scene Investigation                     | Claire                                      | Episódio: "Lost & Found"                                                        |
| 2010          | Days of Our Lives                                  | Tiffany                                     | 1 episódio                                                                      |
| 2010          | Big Time Rush                                      | Rebecca                                     | Episódio: "Big Time Concert"                                                    |
| 2011          | The Defenders                                      | Talia                                       | Episódio: "Nevada v. Wayne"                                                     |
| 2011          | Accidentally in Love                               | Sandra                                      | Filme de TV                                                                     |
| 2011          | William & Kate: The Movie                          | Kate Middleton                              | Filme de TV                                                                     |
| 2011          | Friends with Benefits                              | Mulher                                      | Epis: "The Benefit of Friends"                                                  |
| 2012          | Friend Me                                          | Brandi                                      | Série de TV                                                                     |
| 2012          | Californication                                    | Lizzie                                      | (10 episódios)                                                                  |
| 2012          | True Blood                                         | Claudette                                   | (6 episódios)                                                                   |
| 2012-presente | Grey's Anatomy                                     | Dra. Josephine "Jo" Wilson / Brooke Stadler | Personagem recorrente (9ª temporada); Elenco principal (10ª temporada-presente) |
| 2013          | Tomb Raider: The Final Hours - A Story of Survival | Ela mesma/Lara Croft                        | Filme de TV                                                                     |

### Dublagem
| Ano  | Título              | Personagem     | Notas |
| ---- | ------------------- | -------------- | ----- |
| 2016 | Justice League Dark | Zatanna Zatara | DVD   |